# Avenue B
L'avenue B est une avenue de New York.

## Situation et accès
Cette voie de l'arrondissement de Manhattan est située dans le quartier de East Village.

## Origine du nom
Contrairement aux avenues numérotées (1st à 12th), les avenues A à D ont été ajoutées à l'extrémité est de l'île, là où la topographie rendait difficile l'application stricte du plan en damier.

## Historique
L'« Avenue B » a été tracée dans le cadre du Commissioners' Plan de 1811, qui a instauré le quadrillage de Manhattan.

## Bâtiments remarquables et lieux de mémoire
- Avenue B, l'album d'Iggy Pop datant de 1999 qui est une référence à cette avenue de New York.